# Supermarine Sea Urchin
El Supermarine Sea Urchin fue un hidrocanoa biplano de carreras británico no construido, diseñado por Supermarine Aviation Works para competir en el Trofeo Schneider de 1924.

## Diseño y desarrollo
Debía ser un biplano monoplaza, propulsado por un motor V-12 Rolls-Royce Condor refrigerado por agua embutido en el fuselaje, que movía una hélice propulsora montada en el ala superior a través de ejes con engranajes. Fue abandonado sin construirse debido a problemas con el motor y con la transmisión necesaria para accionar la hélice.

## Especificaciones (estimadas)
Referencia datos: Supermarine Aircraft Since 1914

### Características generales
- Tripulación: Uno (piloto)
- Planta motriz: 1× motor lineal V12 Rolls-Royce Condor.
  - Potencia: 450 kW (620 HP; 612 CV)
- Hélices: De cuatro palas de paso fijo propulsora